# La Victoria (Guatemala)
Pour les articles homonymes, voir La Victoria.
La Victoria est un site préhistorique et précolombien du Guatemala, situé sur la côte pacifique, près de la frontière mexicaine.

## Chronologie
Les fouilles de l'archéologue américain Michael D. Coe ont permis de mettre au jour une importante séquence culturelle divisée en quatre phases :
- La phase Ocós (1500-1000 av. J.-C.)[1] correspond à une économie fondée sur l’agriculture, la chasse et la pêche. Les populations habitent dans des huttes en torchis, connaissent la terre cuite et fabriquent des textiles. Des relations maritimes avec la côte équatorienne semblent établies.
- La phase Conchas (1000-300 av. J.-C.)[1] marque le rassemblement des populations en petits villages d’une dizaine d’habitations. La chasse et la pêche restent importantes, mais la culture du mais se développe. Des relations commerciales s’établissent avec la côte du golfe et les hautes terres du Guatemala.

Après un abandon du site, les deux dernières phases présentent moins d’intérêt :
- La phase Crucero[1], vers les premiers siècles de notre ère (période formative tardive).
- La phase Marcos[1], succédant à un nouvel abandon, au cours du classique récent (600-900 apr. J.-C.).